# Hynirhynchus
Hynirhynchus is een vliegengeslacht uit de familie van de roofvliegen (Asilidae).

## Soorten
- H. pantherinus (Bigot, 1879)
- H. zebra Lindner, 1955